# Berndt Jonas Aminoff
Berndt Jonas Aminoff, född 7 april 1775 i Lojo, död 22 februari 1823 i Ekenäs, var en finländsk bataljonschef och överstelöjtnant.

## Familj
Aminoff var son till kapten Berndt Jonas Aminoff äldre och friherrinnan Lovisa Charlotta Armfelt.
Överste och lantdagsman Berndt Adolf Carl Gregori Aminoff var Aminoffs son. Arkitekt Berndt Ivar Aminoff och generalmajor Adolf Petter Johannes Aminoff var Aminoffs sonsöner. Aminoff fick sammanlagt sju barn med Ulrika Margareta Aminoff.

## Biografi och karriär

### Officer i Kungliga svenska armén
Aminoff anmälde sig som frivillig till Nylands infanteriregemente vid fem års ålder år 1780. Han befordrades till sergeant 1784, fänrik 1787 och löjtnant 1796 samt till kapten och bataljonschef i general Carl Johan Adlercreutz regemente 1804. Aminoff deltog i Finska kriget mellan 1808 och 1809 och avgick från den svenska armén 1810. Under Finska kriget erövrade Ryssland Finland från Sverige.

### Officer i Kejserliga ryska armén i S:t Petersburg
Det kejserliga Ryssland gjorde Finland till ett storfurstendöme år 1809. Napoleon anföll Ryssland i juni 1812, vilket ledde till att den ryske kejsaren Alexander I i september upprättade tre finska jägarregementen. Varje regemente bestod av två bataljoner med 600 soldater vardera. Storfurstendömet Finlands egen militär, det vill säga Finska gardet, fick sitt ursprung genom den ryske kejsarens beslut.
Kapten Aminoff blev bataljonschef för det första jägarregementet som grundades i november 1812. Aminoff ledde Viborgs regementes 1:a bataljon till Sankt Petersburg. Regementet deltog i kriget 1812 genom att utföra vakttjänst i den ryska kejsardömets huvudstad Sankt Petersburg.
Aminoff deltog i en Te Deum-ceremoni i Kazankatedralen i Sankt Petersburg, som firade och hedrade den ryska arméns erövring av Berlin år 1813.
Aminoffs regemente deltog i begravningarna för furst, fältmarskalk Michail Kutuzov och greve, infanterigeneral Gustaf Mauritz Armfelt i Sankt Petersburg åren 1813 och 1814. Rysslands polisminister Sergej Vjazmitinovs berömde regementets skick, ordning och skicklighet efter Kutuzovs begravning. Regementets befälhavare fick erkännande av Vjazmitinovs.
Aminoff var närvarande när kejsar Alexander I mötte den första finska truppenheten i Sankt Petersburg år 1814.

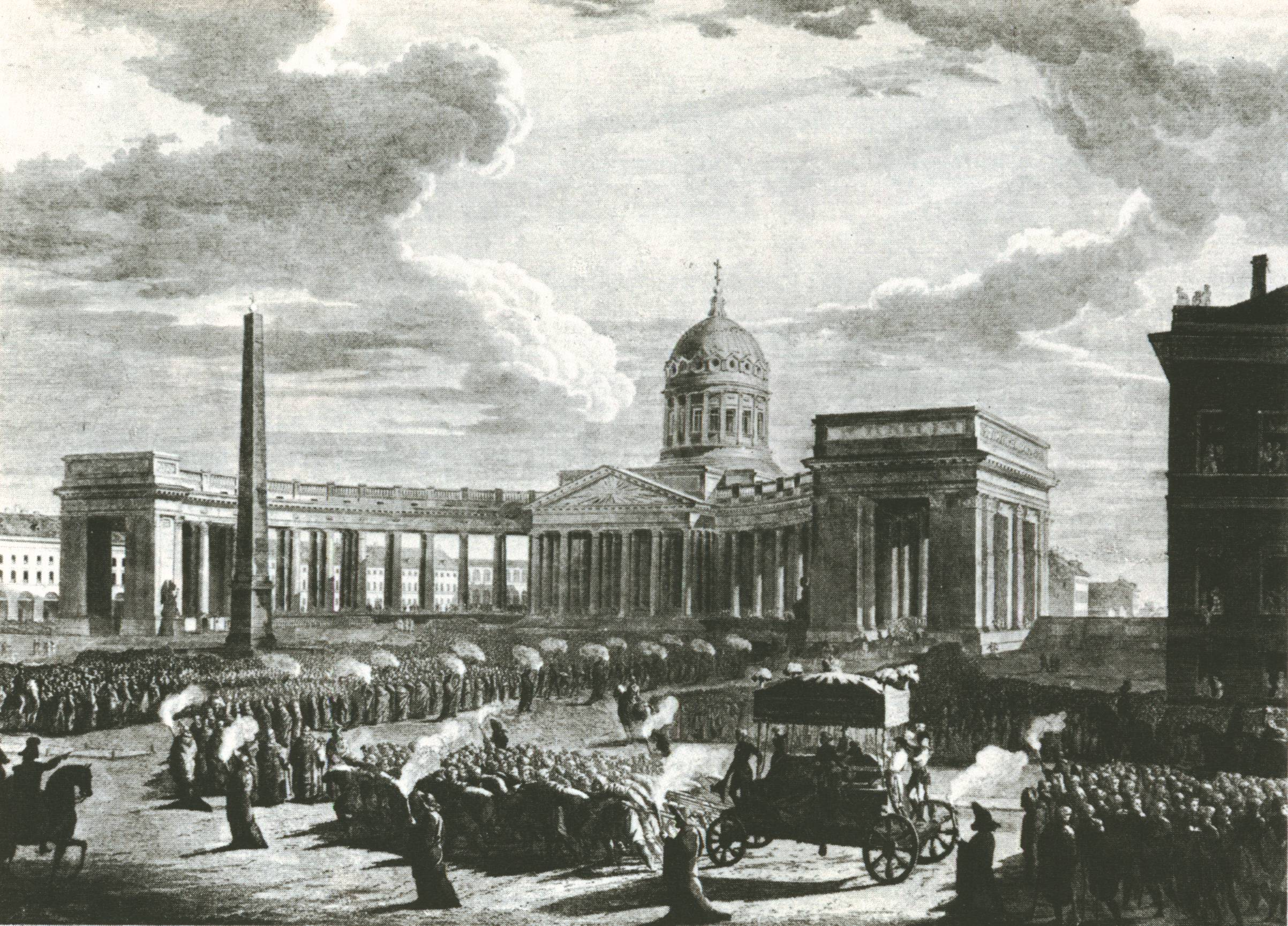
Regementet som leddes av Aminoff deltog i fältmarskalk, furst Kutuzovs begravning i Kazankatedralen i Sankt Petersburg år 1813.

Aminoff befordrades till major år 1813 och till överstelöjtnant år 1814. Majors- och överstelöjtnantsgraderna gav rätt till ärftlig adel i det ryska kejsardömet.

### Livet i Storfurstendömet
Aminoff och hans son introducerades som medlemmar i Finlands Riddarhus år 1818. Aminoff ägde Stor-Backa (Barka) herrgård i Sjundeå och en herrgård i Ekenäs. Aminoff hade en stor boksamling som omfattade 713 volymer.